# Takako Nishizaki
Takako Nishizaki, född den 14 april 1944, är en japansk violinist, som var den första eleven som genomgick Suzukimetoden. Hon började uppträda som 5-åring, och när hon var tio hade hon spelat för Isaac Stern och Georges Duhamel.
Hon belönades med Fritz Kreisler-stipendiet då hon var i USA 1962, och 1969 vann hon första pris i en tävling på Juilliard School. Takako Nishizaki har uppträtt och spelat in skivor tillsammans med pianister som Andras Schiff, Jenö Jandó och Michael Ponti. Hon har även uppträtt i kammarmusikensembler tillsammans med  Itzhak Perlman och Pinchas Zuckerman.